# Quebrada Sivitaya
El río Sivitaya o quebrada Sivitaya es un curso natural agua que nace en las faldas del cerro Tulapalca, como la quebrada de Apanza, y fluye hacia el suroeste en la Región de Arica y Parinacota hasta desembocar en la ribera derecha del río Vítor.: 40 : 846 
Es uno de los afluentes derechos del río Vítor, junto a la quebrada Garza, la quebrada de Apanza, la quebrada Caricoya y la Visa-Visa.